# Hygrophorus glyocyclus
Hygrophorus glyocyclus es una especie de hongo basidiomiceto perteneciente a la familia Hygrophoraceae, que habita bosques de coníferas, apareciendo el basidioma en otoño.

## Morfología del basidioma
El sombrero, se caracteriza por ser viscoso, con un diámetro de 3 a 10 cm, primero convexo y luego aplanado. Presenta un color blanco amarillento y las láminas se encuentran bastante separadas.